# سیارک ۱۱۱۶۹۶
سیارک ۱۱۱۶۹۶ (به انگلیسی: 111696 Helenorman، نامگذاری:2002CU14) صد و یازده هزار و ششصد و نود و ششمین سیارک کشف شده‌است که در ۸ فوریه ۲۰۰۲ کشف شد.